# Han Wenhai
Han Wenhai (en chino simplificado, 韩文海; Dalian, China; 28 de enero de 1971) es un exfutbolista chino que jugaba en la posición de guardameta.

## = Club
| Periodo   | Club             | Apariciones |
| --------- | ---------------- | ----------- |
| 1994–2000 | Dalian Shide     | 159         |
| 2001      | Zhejiang Lücheng | 18          |
| 2002–2004 | Shenyang Ginde   | 53          |

### Selección nacional
Formó parte de China en la Copa Asiática 1996 pero no jugó.

## Vida personal
Su hija Han Wenxia también jugó de guardameta y jugó con la selección nacional femenil.

## Logros

### Club
- Liga Jia-A: 1996,[2] 1997, 1998, 2000

### Individual
- Equipo Chino del Año: 1996, 1997